# 카를 그라울
카를 그라울(독일어: Karl Graul, 1814년 2월 6일 ~ 1864년 11월 10일)은 독일 루터교 신학자 겸 타밀어학자이자 저술가이다.